# Abdulaziz bin Humaid Al Nuaimi
Abdulaziz bin Humaid Al Nuaimi fut le souverain d'Ajman, l'un des États de la Trêve qui forment aujourd'hui les Émirats arabes unis (EAU), de 1900 à 1910. Il guida Ajman à travers une période marquée par des conflits tribaux qui provoquèrent une instabilité sur toute la côte, mais finit par subir le sort qu'il avait lui-même réservé à son prédécesseur.

## Coup d'état et prise du pouvoir
En 1900, à la suite d’un coup d’État au cours duquel son neveu, Humaid bin Rashid Al Nuaimi II, fut assassiné, Abdulaziz prit le pouvoir avec le soutien populaire. Il écrivit au résident britannique à Bouchehr pour confirmer son accession au trône et son engagement à respecter tous les traités conclus entre ses prédécesseurs et les Britanniques. Il prit également des mesures pour garantir la sécurité des sujets britanniques résidant à Ajman ainsi que celle de leurs intérêts.
Proche ami de Saqr bin Khalid Al Qasimi (en), le cheikh Abdulaziz se rendit à Charjah pour assister au Darbar viceregal de Curzon le 21 novembre 1903.
Abdulaziz fut présent à la première réunion officielle des cheikhs de la côte de la Trêve, en avril 1905. Cette rencontre regroupa le cheikh Zayed (en) d’Abou Dhabi, le cheikh Saqr bin Khalid Al Qasimi de Sharjah et le cheikh Rashid bin Ahmad Al Mualla d’Umm Al Quwain. Cette réunion fut convoquée pour résoudre un différend entre Masfout et Hajarain (aujourd’hui connu sous le nom de Hatta) dans le Wadi Hatta, où la tribu des Bani Qitab (en) avait construit un fort et bloquait le passage des caravanes en provenance et à destination d’Oman. À l’époque, Masfout était lié aux Na'im (en) de Buraimi, une autre branche de la famille régnante d’Ajman. À la suite de cette réunion, le cheikh Rashid bin Ahmad Al Mualla organisa une réconciliation entre les cheikhs des Bani Qitab et Abdulaziz bin Humaid.
En 1902, Abdulaziz signa également un autre traité avec les Britanniques, interdisant le commerce des armes.

## Al Zorah
La région d'Al Zorah fut créée en 1895, lorsque le cheikh d'Abou Dhabi, Zayed bin Khalifa Al Nahyan, tenta d'établir une tête de pont au nord. Bien que ce projet ait finalement été contrecarré par les dirigeants des émirats du nord, Abdulaziz hérita du problème lorsqu'une section de la tribu des Sudan (au singulier : Al Suwaidi) demanda la permission au résident britannique de s’installer à Al Zorah. Cette autorisation leur fut accordée en 1897, avec le soutien de Zayed. Le cheikh Zayed avait des liens avec les Suwaidi par sa mère, et une fille du cheikh des Sudan, Sultan bin Nasir, était mariée à Zayed. 
Abdulaziz réagit immédiatement en construisant un fort pour bloquer l'accès terrestre à Al Zorah. Simultanément, le cheikh Saqr bin Khalid Al Qasimi, dirigeant de Sharjah, adressa une pétition aux Britanniques pour protester contre l’établissement d’une communauté étrangère au cœur du territoire Al Qasimi. L’autorisation fut donc révoquée et, en visitant la région d’Al Zorah en 1905, Percy Cox conclut qu’une telle implantation ne devrait avoir lieu qu’avec le consentement unanime des cheikhs de la côte de la Trêve.

## Coup d'état et assassinat
Un complot fut organisé en 1910 par un neveu du cheikh Abdulaziz, Mohammed bin Rashid Al Nuaimi, qui incita un esclave nommé Yaqoot à attaquer et tuer Abdulaziz. Cet événement déclencha une indignation générale, et une foule en colère se forma, tuant Yaqoot et forçant Mohammed bin Rashid à fuir précipitamment dans le désert. Humaid bin Abdulaziz Al Nuaimi, le fils d’Abdulaziz, qui se trouvait alors en voyage à Mascate, dut revenir en urgence pour consolider sa position en tant que prochain dirigeant d’Ajman.